# Fort Mill
Fort Mill ist eine Town in York County im US-Bundesstaat South Carolina. Fort Mill liegt zwischen Charlotte, North Carolina, im Norden und Rock Hill im Süden. Das U.S. Census Bureau hat bei der Volkszählung 2020 eine Einwohnerzahl von 24.521 ermittelt.

## Geschichte
Erste europäische Siedler kamen in die Gegend der heutigen Town in den 1750er und 1760er Jahren. Die Town Fort Mill wurde 1873 gegründet. Ihren Namen erhielt sie aufgrund von zwei Standorten, zwischen denen sie errichtet wurde. Im Norden lag ein Fort, das die Umgebung vor den in der Gegend heimischen Catawba schützen sollte. Im Süden lag eine Mühle namens Webb’s Mill.

## Wirtschaft
Durch die Gründung der Fort Mill Manufacturing Company 1887 wurden in der Town hauptsächlich Textilien hergestellt. Heute hat die Continental AG in Fort Mill ihr Hauptquartier für Reifenprodukte in Nord- und Südamerika. Domtar hat dort seinen Sitz für die USA. In der Township befinden sich u. a. Standorte von Black & Decker, Shutterfly, Daimler Trucks North America und AECOM.
Fort Mill ist die Heimat der PuckerButt Pepper Company und dessen Züchter Ed Currie. Diese sind bekannt die schärfsten Chilischoten der Welt zu kreieren. So wurde die frühere Rekordhalterin Carolina Reaper wie auch die aktuelle Rekordhalterin Pepper X dort entwickelt.

## Persönlichkeiten
- Vance Walker (* 1987), American-Football-Spieler
- James E. Williams, Veteran der US Navy, Namenspatron der James E. Williams